# المنارة (دبي)
المنارة هو حي يقع في إمارة دبي في الإمارات العربية المتحدة ويبلغ عدد سكانها 2,147 نسمة. تقع المنارة في غرب دبي، ويحدها من الشمال أم سقيم، ومن الشرق والجنوب منطقة القوز، ومن الغرب أم الشيف. والمنارة هي مجتمع سكني متطور يضم العديد من الفلل والمنازل الفاخرة. يحد المنطقة من الجنوب الشرقي طريق E11 (طريق الشيخ زايد). يشكل التقاطع رقم 3 على طريق الشيخ زايد (المعروف أيضًا باسم تقاطع المنارة) الجزء الجنوبي الشرقي من المنطقة. يفصل المنارة عن أم الشيف طريق محلي (طريق الثنية).